# Álvaro Fernández Fiuza
Álvaro Fernández Fiuza (Pontevedra, 2 de agosto de 1982) es un deportista español que compite en piragüismo en la modalidad de maratón. Ganó siete medallas en el Campeonato Mundial de Piragüismo en Maratón entre los años 2009 y 2015, y cinco medallas en el Campeonato Europeo de Piragüismo en Maratón entre los años 2009 y 2017.
Junto a Walter Bouzán ha ganado consecutivamente las ediciones de 2010 a 2017 del Descenso Internacional del Sella.

## Palmarés internacional
| Campeonato Mundial | Campeonato Mundial             | Campeonato Mundial | Campeonato Mundial |
| Año                | Lugar                          | Medalla            | Evento             |
| ------------------ | ------------------------------ | ------------------ | ------------------ |
| 2009               | Vila Nova de Gaia (Portugal)   | Medalla de oro     | K2                 |
| 2010               | Bañolas (España)               | Medalla de oro     | K2                 |
| 2011               | Singapur (Singapur)            | Medalla de oro     | K2                 |
| 2012               | Roma (Italia)                  | Medalla de plata   | K2                 |
| 2013               | Copenhague (Dinamarca)         | Medalla de plata   | K2                 |
| 2014               | Oklahoma City (Estados Unidos) | Medalla de plata   | K2                 |
| 2015               | Győr (Hungría)                 | Medalla de bronce  | K2                 |
| Campeonato Europeo |                                |                    |                    |
| Año                | Lugar                          | Medalla            | Evento             |
| 2009               | Ostróda (Polonia)              | Medalla de oro     | K2                 |
| 2011               | Saint-Jean-de-Losne (Francia)  | Medalla de plata   | K2                 |
| 2014               | Piešťany (Eslovaquia)          | Medalla de plata   | K2                 |
| 2015               | Bohinj (Eslovenia)             | Medalla de bronce  | K2                 |
| 2017               | Ponte de Lima (Portugal)       | Medalla de plata   | K2                 |